# دوروثي بوينتون هيل
دوروثي بوينتون هيل (بالإنجليزية: Dorothy Poynton-Hill)‏ (نيون بوينتون ، لاحقًا تيوبر ؛ 17 يوليو 1915 - 18 مايو 1995) غطاسة أمريكية تنافس في الألعاب الأولمبية الصيفية 1928 و 1932 و 1936. فازت بفعاليات منصة 10 أمتار في عامي 1932 و 1936 ، بينما حصلت على الميدالية الفضية في عام 1928 وحصلت على الميدالية البرونزية في عام 1936. وفي عام 1928 ، أصبحت أصغر لاعبة أوليمبية تفوز بميدالية ، وفي عام 1936 ، أول دورة أولمبية غواص للفوز في منصة 10 م مرتين.
بعد تقاعده من المسابقات ، أدارت ناديًا مائيًا في لوس أنجلوس وظهر في العديد من الإعلانات التلفزيونية.  في عام 1968 تم وضع اسمها في قاعة مشاهير السباحة الدولية.

## روابط خارجية
- دوروثي بوينتون هيل على موقع الاتحاد الدولي للسباحة (الإنجليزية)
- دوروثي بوينتون هيل على موقع قاعة مشاهير السباحة العالمية (الإنجليزية)
- دوروثي بوينتون هيل على موقع اللجنة الأولمبية الدولية (الإنجليزية)
- دوروثي بوينتون هيل على موقع أوليمبيديا (الإنجليزية)